# Atrichopogon flavolineatus
Atrichopogon flavolineatus är en tvåvingeart som först beskrevs av Gabriel Strobl 1880.  Atrichopogon flavolineatus ingår i släktet Atrichopogon och familjen svidknott. Inga underarter finns listade i Catalogue of Life.